# Heorhij Tymoszenko
Heorhij Tymoszenko, ukr. Георгій Тимошенко, ros. Георгий Тимошенко, Gieorgij Timoszenko (ur. 1 czerwca 1966 w Kijowie) – ukraiński szachista, arcymistrz od 1994 roku.

## Kariera szachowa
W 1988 r. zdobył mistrzostwo Moskwy, zwyciężył również w międzynarodowym turnieju rozegranym w Managui, natomiast w 1989 r. podzielił I m. (wspólnie z Lembitem Ollem i Jaanem Ehlvestem) w Tallinnie oraz podzielił II m. (za Siergiejem Dołmatowem, wspólnie z m.in. Nickiem de Firmianem, Aleksandrem Chalifmanem i Władimirem Akopjanem) w eliminacyjnym turnieju GMA w Moskwie. Dwukrotnie (1989, 1991) startował w finałach młodzieżowych (do 26 lat) mistrzostw Związku Radzieckiego. Kolejne sukcesy na arenie międzynarodowej odnosił już w barwach Ukrainy, m.in.:
- I m. w Woskriesiensku (1992),
- II m. w Bukareszcie (1993, za Gabrielem Schwartzmanem),
- dz. I m. w Grazu (1994, wraz z Zdenko Kożulem, Władimirem Burmakinem, Ildarem Ibragimowem i Georgiem Mohrem),
- dz. II m. w Belgradzie (1995, turniej Trako, za Dmitrijem Komarowem, wspólnie z m.in. Branko Damljanoviciem, Jurijem Piskowem i Belą Badea)
- dz. I m. w Berlinie (1996, turniej Berliner Sommer, wspólnie z Władimirem Akopijanem, Siergiejem Szypowem i Zurabem Sturuą),
- I m. w Kairze (1997),
- dz. I m. w Arco (1998, wspólnie z Michele Godeną, Romanem Slobodjanem i Siergiejem Tiwiakowem),
- I m. w Nowym Jorku (1999),
- dz. I m. w Seefeld (1999, wspólnie z Andriejem Szczekaczewem i Wołodymyrem Małaniukiem),
- dz. I m. w Tallinnie (2000, memoriał Paula Keresa, za Wasilijem Jemielinem, wspólnie z Kaido Külaotsem, Artiomem Smirnowem i Wiktorem Gawrikowem),
- dz. I m. w Paryżu (2000, wspólnie z m.in. Igorem Glekiem, Joelem Lautierem, Zigurdsem Lanką i Mladenem Palacem),
- dz. II m. w Paryżu (2001, za Christianem Bauerem, wspólnie z m.in. Andriejem Szczekaczewem, Jewgenijem Miroszczniczenko, Laurentem Fressinetem i Jurijem Kruppą),
- V m. w Ochrydzie (2001, mistrzostwa Europy)[1],
- udział w pucharowym turnieju o mistrzostwo świata w Moskwie (2001, porażka w I rundzie z Aleksandyrem Dełczewem)[2],
- I m. w Nagykanizsie (2003),
- dz. I m. w Grazu (2003, wspólnie z m.in. Vlastimilem Babulą i Robertem Rabiegą)[3],
- dz. II m. w Belgradzie (2003, za Nikola Djukiciem, wspólnie z m.in. Olegiem Romaniszynem, Miłko Popczewem i Julianem Radułskim),
- I m. w Ismailii (2004),
- I m. w Collado Villalbie (2005),
- dz. I m. w Don Benito (2005, wspólnie z Miguelem Llanesem Hurtado),
- I m. w Syrakuzach (2006),
- II m. w Bukareszcie (2006, za Constantinem Lupulescu),
- I m. w Tallinnie (2007, memoriał Paula Keresa),
- dz. I m. w Sydney (2007, wspólnie z Dejanem Anticiem),
- dz. I m. w Syrakuzach (2007, wspólnie z Tomasem Polakiem),
- dz. II m. w La Lagunie (2008, za Olegiem Korniejewem, wspólnie z m.in. Fernando Peraltą, Piotrem Bobrasem i Aloyzasem Kveinysem),
- dz. II m. w Latschachu (2008, za Borysem Marjasinem, wspólnie z m.in. Laszlo Gondą, Andrasem Flumbortem i Mathiasem Womacką),
- I m. w Rijece (2008),
- I m. w Katmandu (2010).

Najwyższy ranking w dotychczasowej karierze osiągnął 1 lipca 1998 r., z wynikiem 2595 punktów dzielił wówczas 88-95. miejsce na światowej liście FIDE, jednocześnie zajmując 6. miejsce wśród ukraińskich szachistów.